# Microrregión de Floraí
La Microrregión de Floraí es una de las  microrregiones del estado brasileño del Paraná perteneciente a la mesorregión  Norte Central Paranaense. Su población fue estimada en 2006 por el IBGE en 33.508 habitantes y está dividida en siete municipios. Posee un área total de 1.299,655 km².

## Municipios
- Doutor Camargo
- Floraí
- Floresta
- Itambé
- Ivatuba
- Ourizona
- São Jorge do Ivaí

- Datos: Q2662791